# 羅曼·波洛姆
羅曼·波洛姆（1992年1月11日—）是一位捷克足球運動員。在場上的位置是後衛。他現在效力於捷克足球甲級聯賽球隊布拉格杜克拉足球俱樂部。他也代表捷克國家青年足球隊參賽。